# Cirkus Kæphøj
Cirkus Kæphøj er en fritidsklub i Holbæk, oprettet og drevet af Holbæk Kommune. Udover at fungere som normal fritidsklub, fungerer fritidsklubben også som børnecirkus der flere gange årligt leverer "Børnecirkus for Hele Familien!". Fritidsklubben har plads til 70 medlemmer mellem 10 og 16 år, der alle på en eller anden måde er med til at lave cirkus. Der trænes, laves mindre forestillinger, og der arbejdes med årets store forestilling, som spiller flere gange i perioden fra maj til august.
Udover at foretage sig det samme som børn i andre mere traditionelle fritidsklubber, arbejder medlemmerne i Cirkus Kæphøj med en række traditionelle og klassiske cirkusdiscipliner som eksempelvis jonglering, akrobatik, linedans, et-hjulet cykel, klovneri og trapez suppleret med nye elementer som dans og stomp.
Cirkus Kæphøj startede som en overbygning af det daværende Søndre Fritidshjem i Holbæk den 1. september 1985 med en håndfuld entusiastiske voksne og ca. 60 børn i alderen 9 – 15 år. Allerede efter et par måneder blev de første forestillinger vist. Året efter fik den nye fritidsklub et rigtigt tomasters cirkustelt med støtte fra Holbæk Børnehjælpsdag, og de var dengang Nordeuropas eneste rigtige børnecirkus.
I dag har Cirkus Kæphøj et fire-masters cirkustelt og flere køretøjer, så det er muligt at drage på turne. Udover små turneer i Danmark foretages en årlig tur til udlandet, og Cirkus Kæphøj har gennem årene optrådt i en række europæiske byer i Sverige, Tyskland, Holland, Belgien, Luxemburg, Portugal, Skotland og England.